# Denison (Iowa)
Denison ist eine Stadt (mit dem Status „City“) und Verwaltungssitz des Crawford County im US-amerikanischen Bundesstaat Iowa. Das U.S. Census Bureau hat bei der Volkszählung 2020 eine Einwohnerzahl von 8.373 ermittelt.

## Geografie

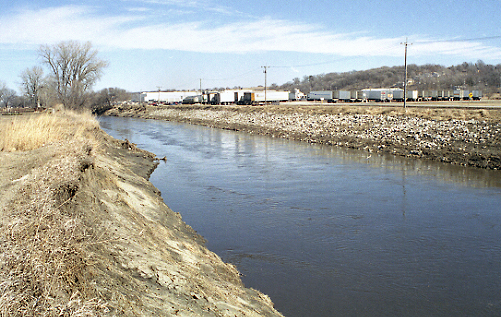
Der Boyer River bei Denison

Denison liegt im Westen von Iowa am Boyer River, einem linken Nebenfluss des Missouri. Dieser bildet rund 80 km westlich die Grenze Iowas zu Nebraska. Die Schnittstelle der drei Bundesstaaten Iowa, Nebraska und South Dakota befindet 126 km nordwestlich.
Die geografischen Koordinaten von Denison sind 42°01′04″ nördlicher Breite und 95°21′19″ westlicher Länge. Das Stadtgebiet erstreckt sich über eine Fläche von 17,02 km² und liegt zum größten Teil in der Denison Township und zu einem kleinen Teil in der östlich benachbarten East Boyer Township.
Nachbarorte von Denison sind Deloit (11,4 km nordnordöstlich), Vail (15,9 km ostnordöstlich), Manilla (25,3 km südöstlich), Defiance (24,4 km südlich), Arion (13,1 km südwestlich), Dow City (16,4 km in der gleichen Richtung), Charter Oak (22,2 km westnordwestlich), Ricketts (27 km nordwestlich) und Schleswig (20,4 km nordnordwestlich).
Die nächstgelegenen größeren Städte sind die Twin Cities in Minnesota (Minneapolis und Saint Paul) (490 km nordnordöstlich), Rochester in Minnesota (437 km nordöstlich), Cedar Rapids (315 km östlich), Iowas Hauptstadt Des Moines (184 km ostsüdöstlich), Kansas City in Missouri (370 km südsüdöstlich), Nebraskas größte Stadt Omaha (119 km südsüdwestlich), Sioux City (124 km nordwestlich) und South Dakotas größte Stadt Sioux Falls (260 km in der gleichen Richtung).

## Verkehr
Im Stadtgebiet von Denison treffen die U.S. Highways 30 und 59 sowie die Iowa State Highways 39 und 141 zusammen. Alle weiteren Straßen sind untergeordnete Landstraßen, teils unbefestigte Fahrwege sowie innerörtliche Verbindungsstraßen.
In Denison treffen zwei Eisenbahnlinien für den Frachtverkehr der Union Pacific Railroad (UP) und der Canadian National Railway (CN) zusammen.
Mit dem Denison Municipal Airport befindet sich im Südwesten des Stadtgebiets ein kleiner Flugplatz. Die nächsten Verkehrsflughäfen sind der Des Moines International Airport (190 km ostsüdöstlich), das Eppley Airfield in Omaha (112 km südsüdwestlich), der Sioux Gateway Airport in Sioux City (112 km westnordwestlich) und der Sioux Falls Regional Airport (266 km nordwestlich).

## Geschichte
Die Gegend der heutigen Stadt war wegen ihres reichen Wildtierbestandes bei Indianern und Trappern beliebt. Die Providence Western Land Company of Providence, Rhode Island kaufte 20.000 acres im Zentrum von Crawford County und beauftragte ihren Angestellten Jesse W. Denison eine Siedlung zu gründen. 1856 hatten sich bereits 235 Menschen dort angesiedelt. Wegen der zentralen Lage schlug er vor, den Verwaltungssitz des Crawford County an diesen Ort zu legen. Dies wurde so beschlossen und der Ort ihm zu Ehren „Denison“ genannt. Jesse W. Denison ließ Häuser und Geschäfte errichten und warb in Zeitungen für die Siedlung, woraufhin die Einwohnerzahl stieg. Es folgten schwierige Jahre, die durch den Bürgerkrieg sowie Auseinandersetzungen mit Indianern und Outlaws geprägt waren. 1902 wurde ein neues Courthouse errichtet.
Viele antike Gebäude sind heute Museen und in das National Register of Historic Places aufgenommen. Dazu zählen:

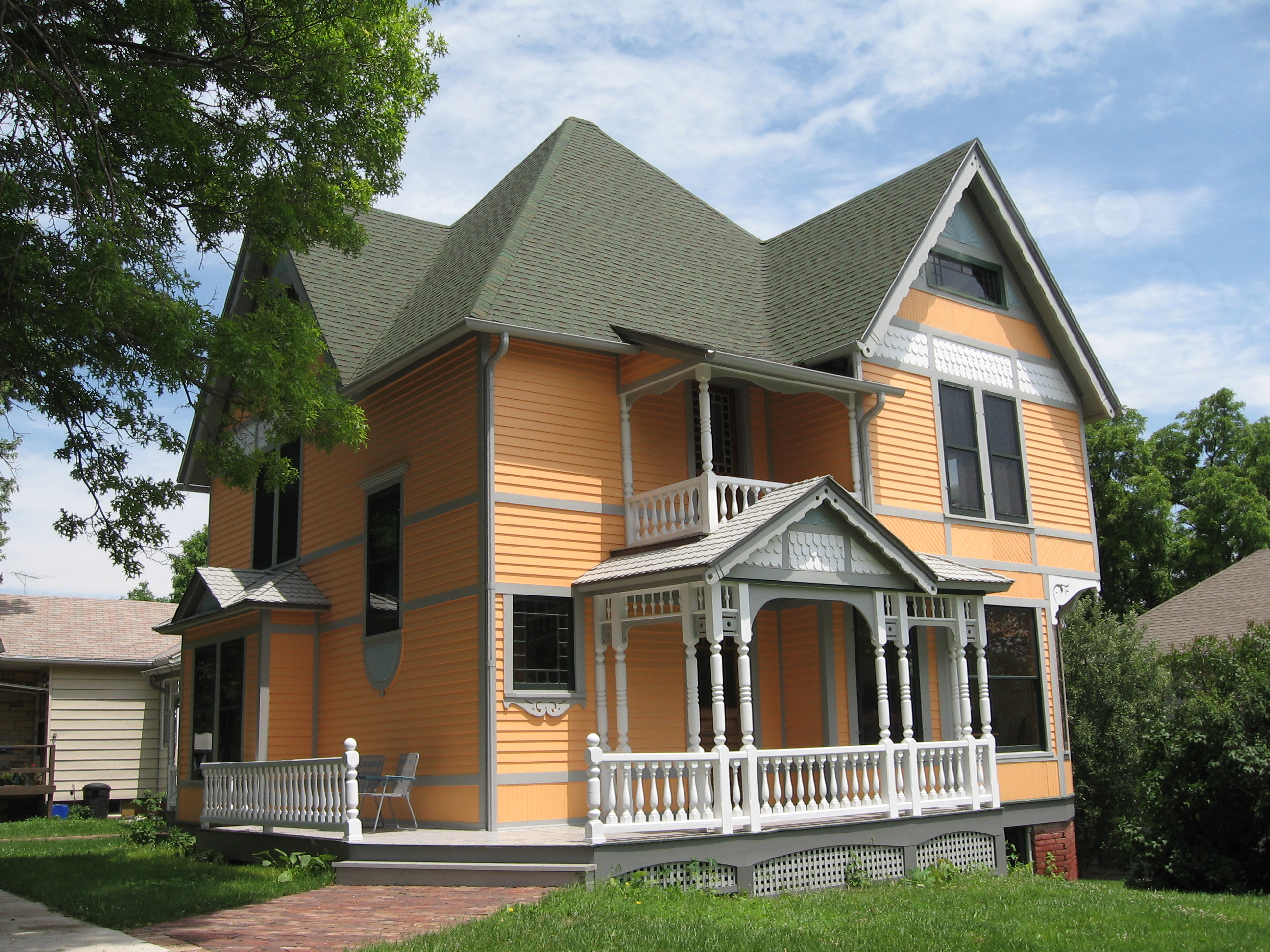
Carey House
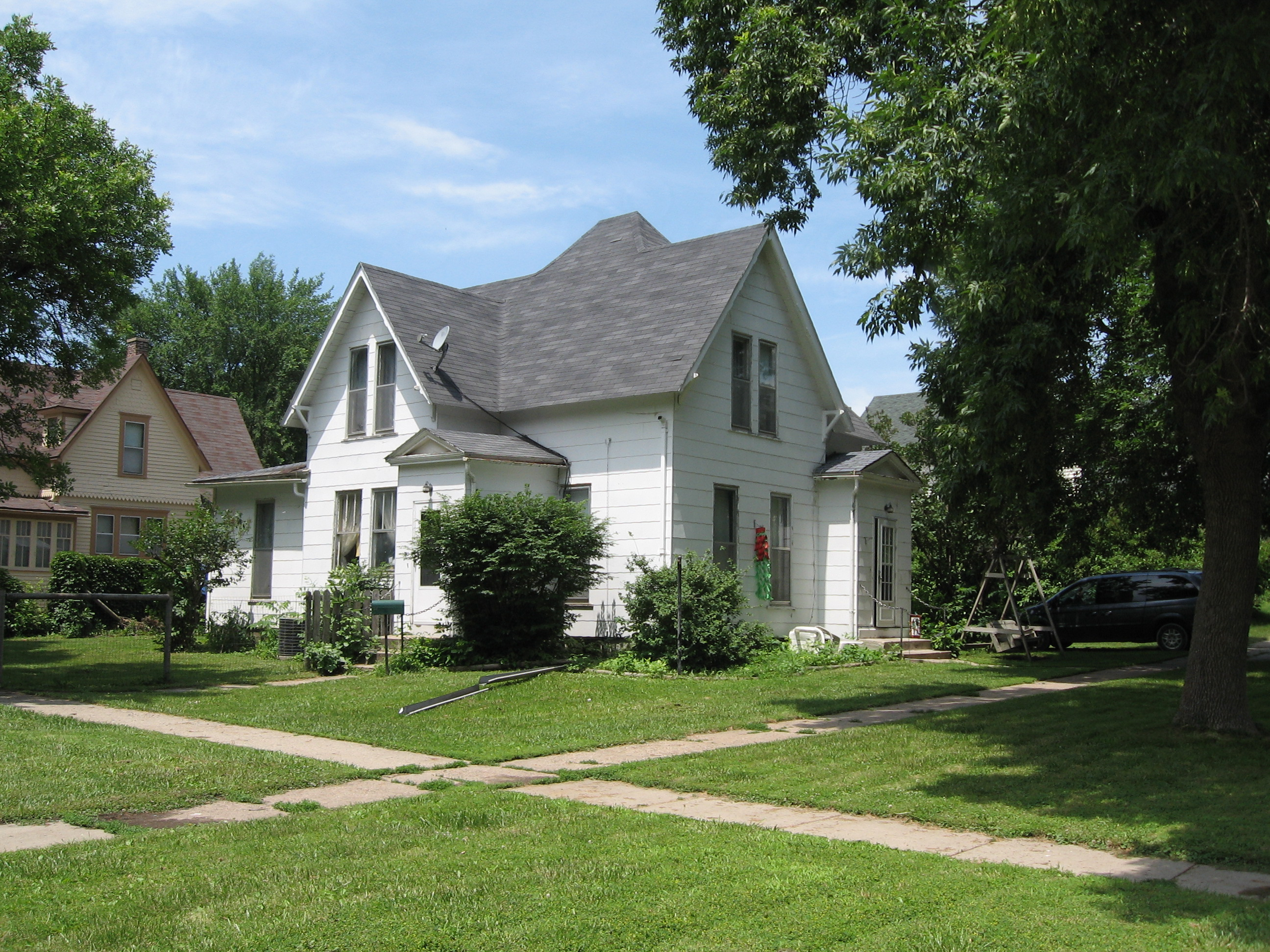
Clarence D. Chamberlin House
- Crawford County Courthouse
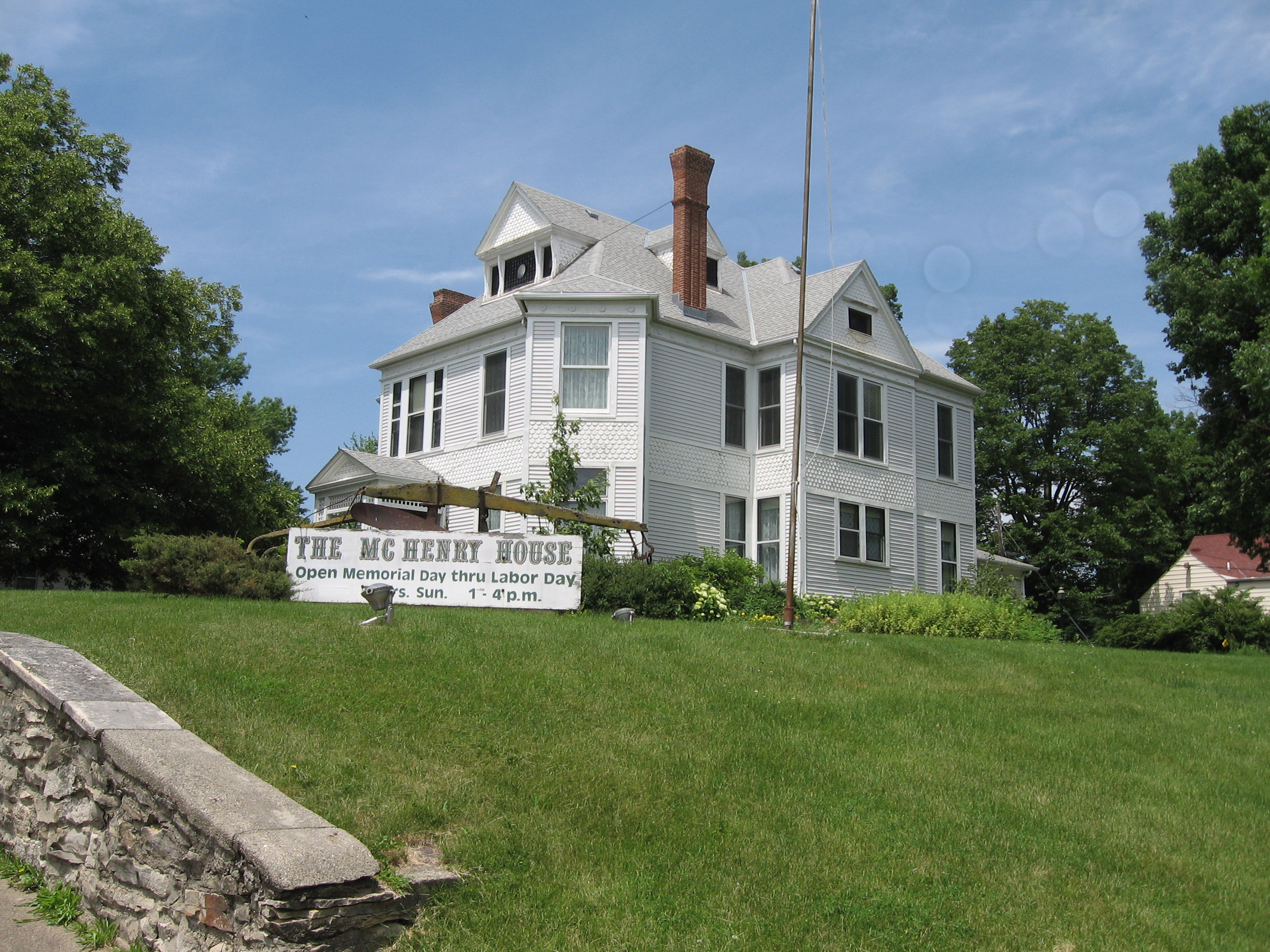
William A. McHenry House
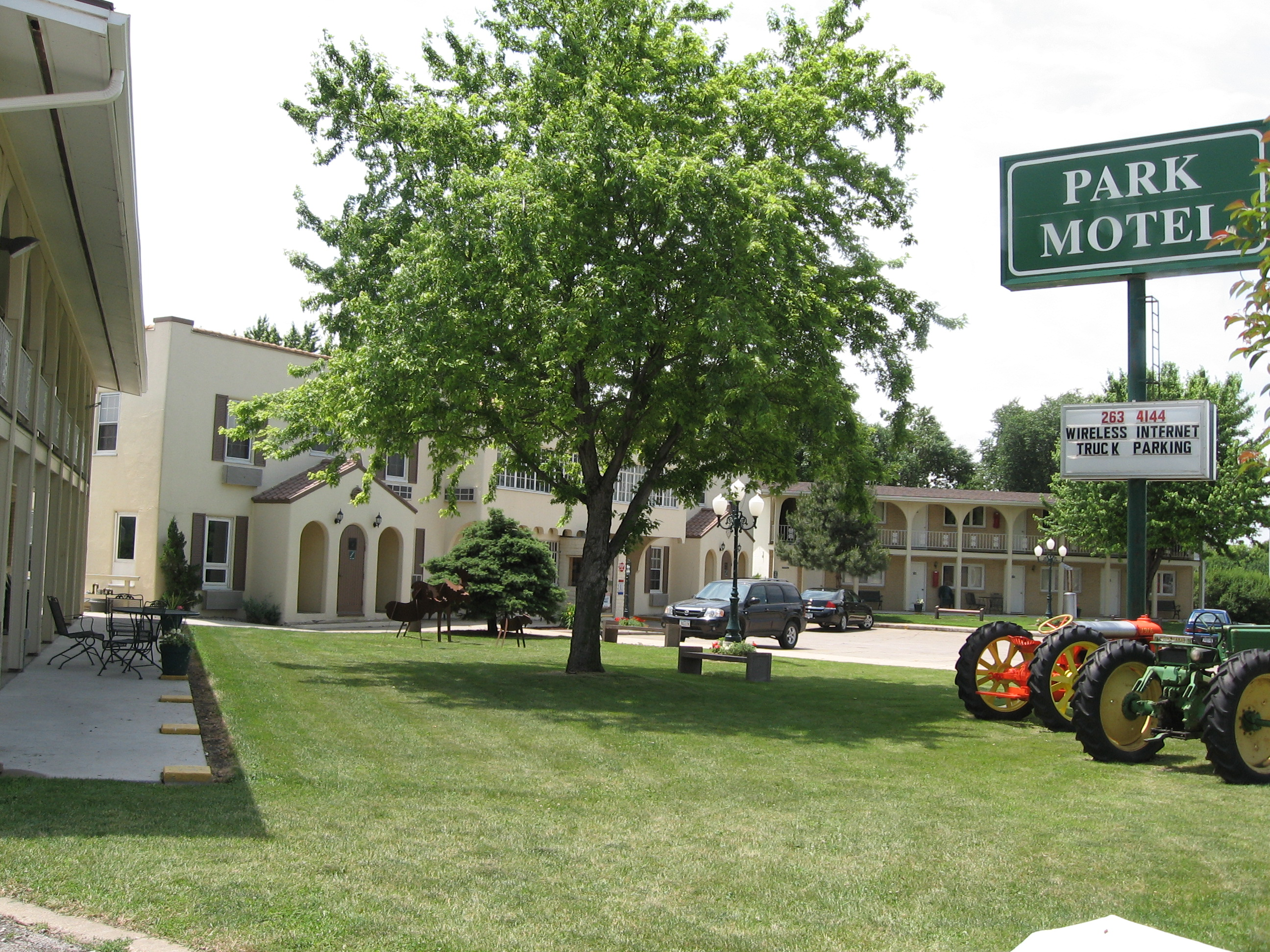
Park Motel
- Yellow Smoke Park Bridge

- Carey House
- Chamberlin House
- McHenry House
- Park Motel

## Bevölkerung
Nach der Volkszählung im Jahr 2010 lebten in Denison 8298 Menschen in 2816 Haushalten. Die Bevölkerungsdichte betrug 487,5 Einwohner pro Quadratkilometer. In den 2816 Haushalten lebten statistisch je 2,75 Personen.
Ethnisch betrachtet setzte sich die Bevölkerung zusammen aus 70,6 % Weißen, 2,3 % Afroamerikanern, 0,6 % amerikanischen Ureinwohnern, 1,0 % Asiaten, 0,2 % Polynesiern sowie 23,0 % aus anderen ethnischen Gruppen; 2,3 % stammten von zwei oder mehr Ethnien ab. Unabhängig von der ethnischen Zugehörigkeit waren 42,1 % der Bevölkerung spanischer oder lateinamerikanischer Abstammung.
29,0 % der Bevölkerung waren unter 18 Jahre alt, 57,1 % waren zwischen 18 und 64 und 13,9 % waren 65 Jahre oder älter. 49,3 % der Bevölkerung waren weiblich.
Das mittlere jährliche Einkommen eines Haushalts lag bei 43.639 USD. Das Pro-Kopf-Einkommen betrug 19.042 USD. 20,3 % der Einwohner lebten unterhalb der Armutsgrenze.

## Persönlichkeiten

### Söhne und Töchter der Stadt
- Hans F. Koenekamp (1891–1992), Spezialeffektkünstler und Kameramann
- Clarence Duncan Chamberlin (1893–1976), Flugpionier
- Jim Garrison (1921–1992), Bezirksstaatsanwalt von New Orleans (1962–1973)
- Donna Reed (1921–1986), Schauspielerin
- Chuck Darling (1930–2021), Basketballspieler
- James E. Hansen (* 1941), Klimaforscher

### Mit Denison verbunden
- Freeman Knowles (1846–1910), demokratischer Abgeordneter des US-Repräsentantenhauses (1897–1899) – praktizierte viele Jahre als Anwalt in Denison
- L. M. Shaw (1848–1932), 17. Gouverneur von Iowa (1898–1902) und US-Finanzminister (1902–1907) – lebte in Denison und ist hier beigesetzt
- James Perry Conner (1851–1924), republikanischer Abgeordneter des US-Repräsentantenhauses (1900–1909) – lebte lange in Denison und ist hier beigesetzt